# 5327 Gertwilkens
5327 Gertwilkens este o planetă minoră (asteroid), cu un diametru de 12,048 km, din centura de asteroizi. A fost descoperită pe 5 martie 1989 la Observatorul Kleť de Zdeňka Vávrová⁠(d). 
Obiectul prezintă o orbită caracterizată de o semiaxă mare de 2,3417463 UAi, o excentricitate de 0,1616794, o înclinație de 9,75649 ° în raport cu ecliptica.